# Ambasciatori delle Città anseatiche in Francia
L'ambasciatore delle Città anseatiche in Francia era il primo rappresentante diplomatico delle Città anseatiche (Amburgo, Brema e Lubecca) in Francia.
Le relazioni diplomatiche iniziarono ufficialmente nel 1689 e rimasero attive sino alla costituzione della Confederazione Germanica del nord nel 1867 e poi dell'Impero tedesco nel 1871 quando le funzioni passarono all'ambasciatore tedesco in Francia.

## Città Anseatiche
- 1689-1717: Christophle Brosseau
- 1717-1727: Jacques de Cagny
- 1727-1729: Antoine Poille
- 1730-1776: Luc Courchetet d'Esnans
- 1776-1785: Louis d'Hugier
- 1785-1786: Jean Diodati (inviato del Meclemburgo-Schwerin a Parigi)
- 1786-1793: Michel-Alexis Fauvet de La Flotte
- 1795-1803: Friedrich Joachim Schlüter
- 1803-1810: Konrad Christoph Abel

1810-1814: Interruzione delle relazioni diplomatiche a causa delle guerre napoleoniche
- 1814-1823: Konrad Christoph Abel
- 1824-1864: Vincent Rumpff
- 1864-1870: Hermann von Heeren

1870: Chiusura dell'ambasciata